# Église Santa Balbina all'Aventino
La basilique Santa Balbina all'Aventino de Rome (en français Sainte-Balbine-sur-l'Aventin) est un lieu de culte catholique d'origine paléochrétienne, située sur le « petit Aventin » dans le rione de San Saba, au bout de la rue du même nom ; cependant, l'accès moderne se fait depuis la via Baccelli, qui la sépare des thermes de Caracalla.

## Histoire
Le mode de construction des murs, en opus vittatum et opus latericium, a mené à dater le bâtiment du IVe siècle : peut-être appartenait-il initialement à l'une des riches domus du quartier et n'aurait été transformé en église que par la suite. Certains ont identifié la domus à celle donnée par l'empereur Septime Sévère, au début du IIIe siècle, à son ami Lucius Fabius Cilo, deux fois consul et préfet de Rome.
C'est l'un des premiers titulus apparu lors de l'organisation ecclésiastique primitive de la cité romaine attaché au titre cardinalice Sainte-Balbine. Le témoignage le plus ancien remonte au synode de 595. Il se pourrait qu'il soit identique à celui désigné sous le nom de titulus Tigridae en 499.
La basilique, actuellement simple lieu de culte sans paroisse, annexe de la basilique Saint-Pierre de Rome, jouxte un ancien couvent fortifié, transformé en hospice en 1884, dédié à sainte Dorothée.
L'édifice a été restauré plusieurs fois : au VIIIe siècle ; puis en 1489 par le cardinal Marco Barbo, neveu de Paul II. Elle fut saccagée au XVIIe siècle : les offices reprirent en 1699, et elle fut à nouveau rénovée en 1813, 1825, et enfin par l'architecte italien Antonio A. Muñoz en 1927-1930 ; un peu plus tard furent posés au sol des mosaïques provenant de la nécropole fouillée en 1939 lors de l'ouverture de la via dei Fori imperiali.
La façade actuelle fut élevée au XVIe siècle, par ordre de Sixte-Quint, en substituant des pilastres aux colonnes primitives. L'abside, dont les mosaïques s'étaient détachées au XIIe siècle, fut décorée d'une fresque du Christ Rédempteur, entouré de martyrs, dont sainte Balbine, œuvre du peintre Anastasio Fontebuoni achevée en 1599.
Aux alentours de la basilique se trouvent des restes de la muraille servienne.

## Architecture
L'église est à nef unique, avec de profondes niches aménagées dans les murs latéraux, alternativement semi-circulaires ou rectangulaires, délimitées par des pilastres. L'abside, percée de fenêtres, abrite une belle chaire cosmatesque (XIIIe siècle).

## Galerie photographique

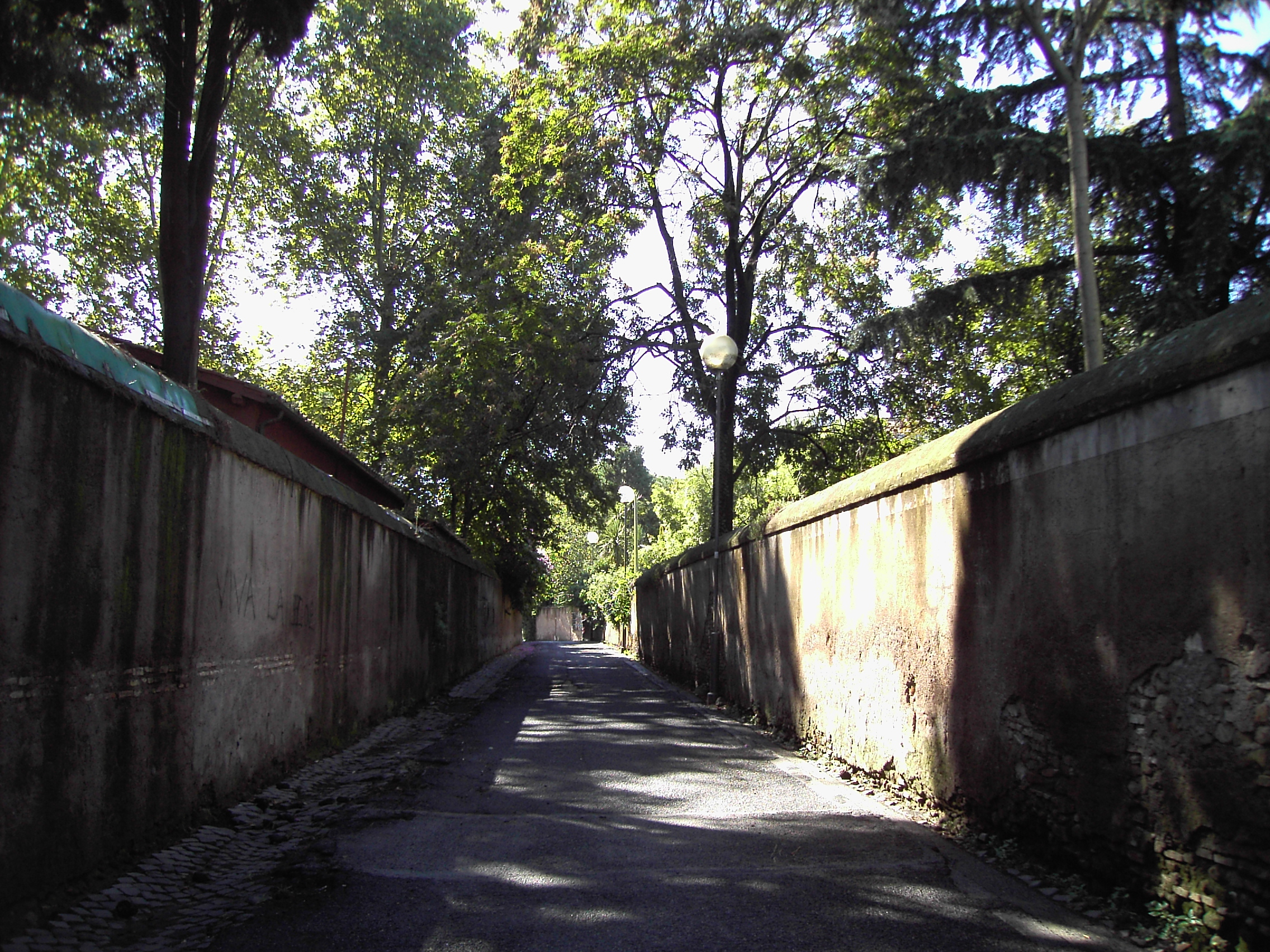
Via di Santa Balbina, rue menant à Sainte-Balbine
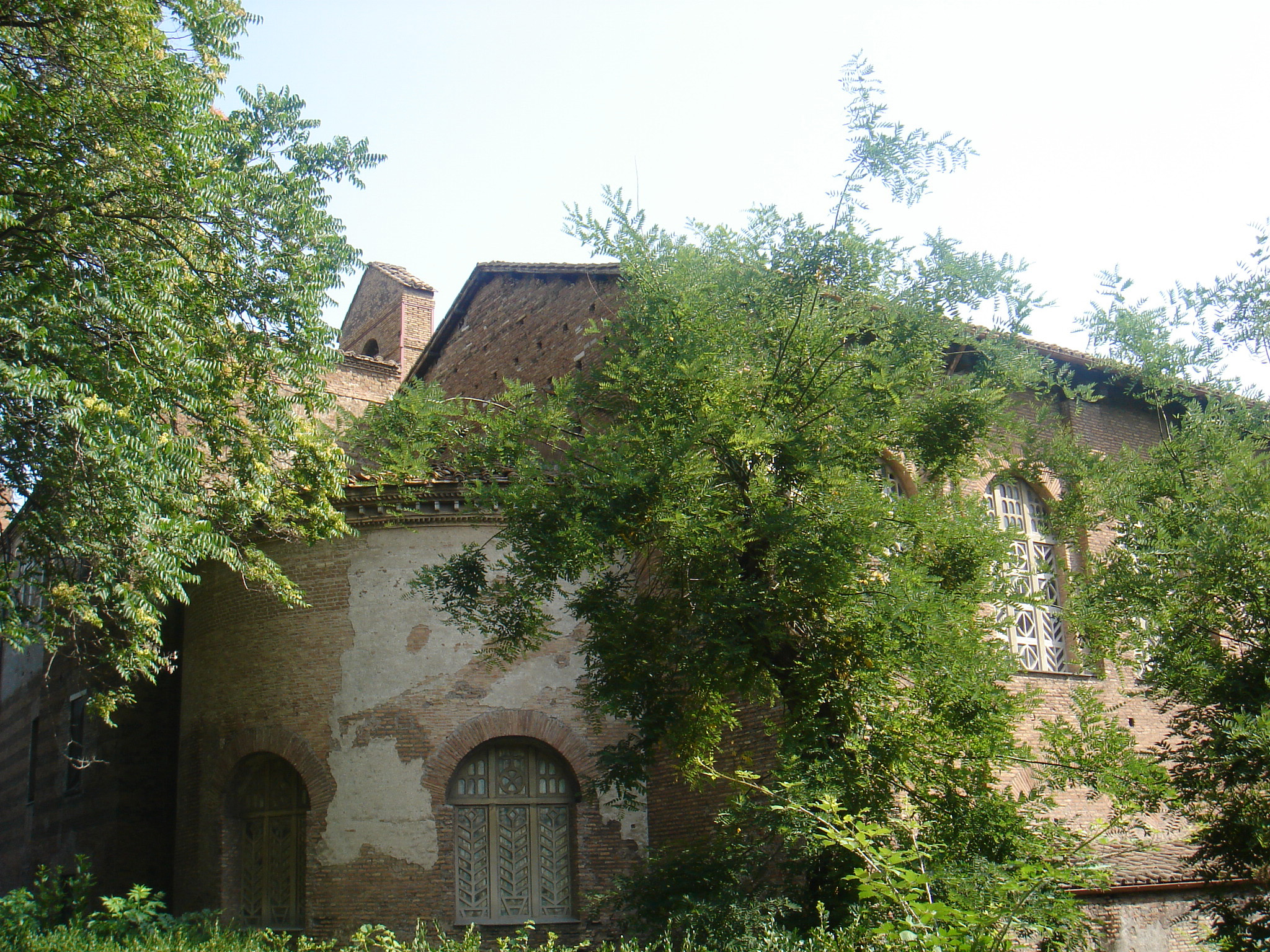
Sainte-Balbine : abside et côté gauche vus de l'extérieur
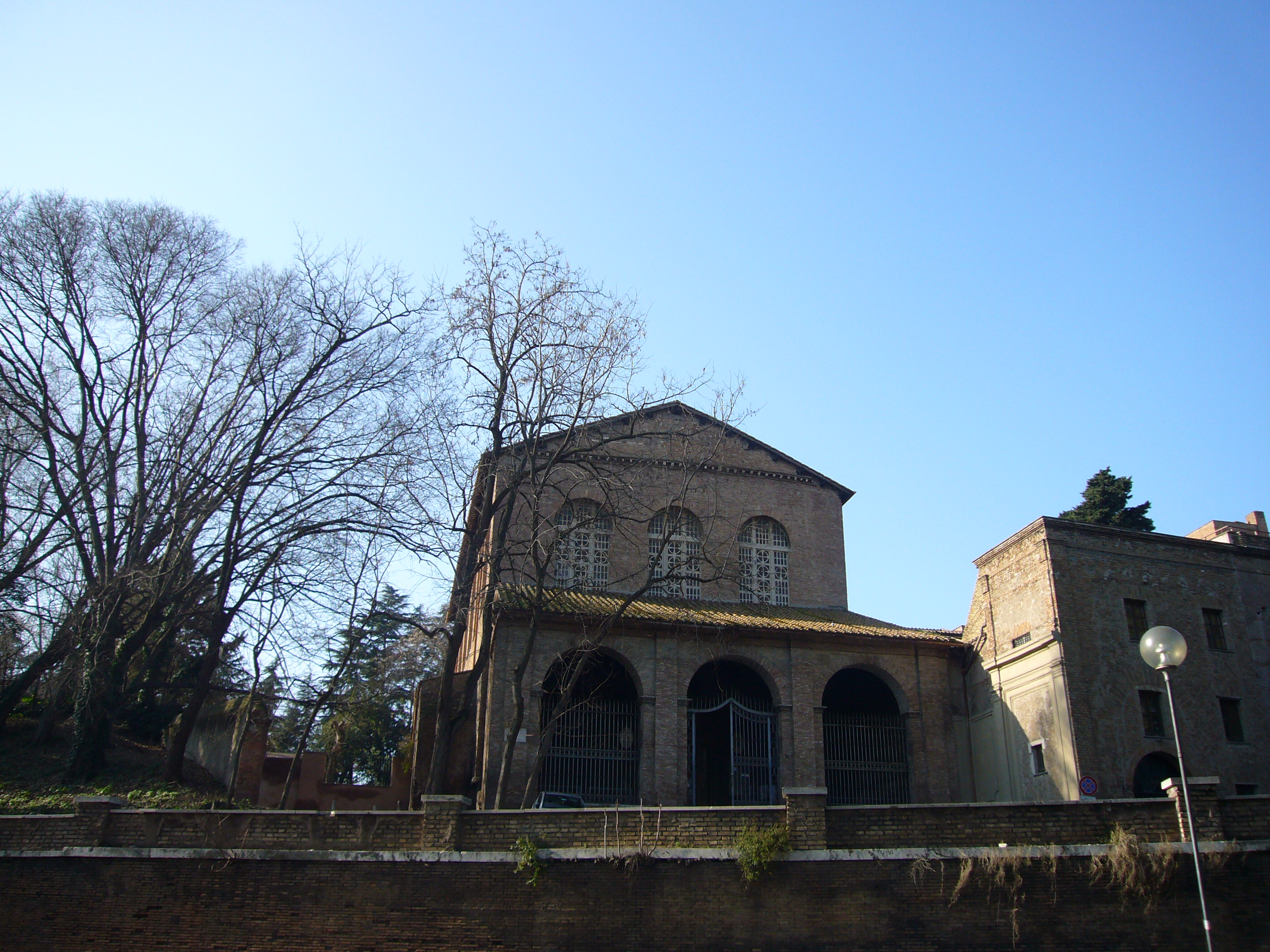
Sainte-Balbine : façade
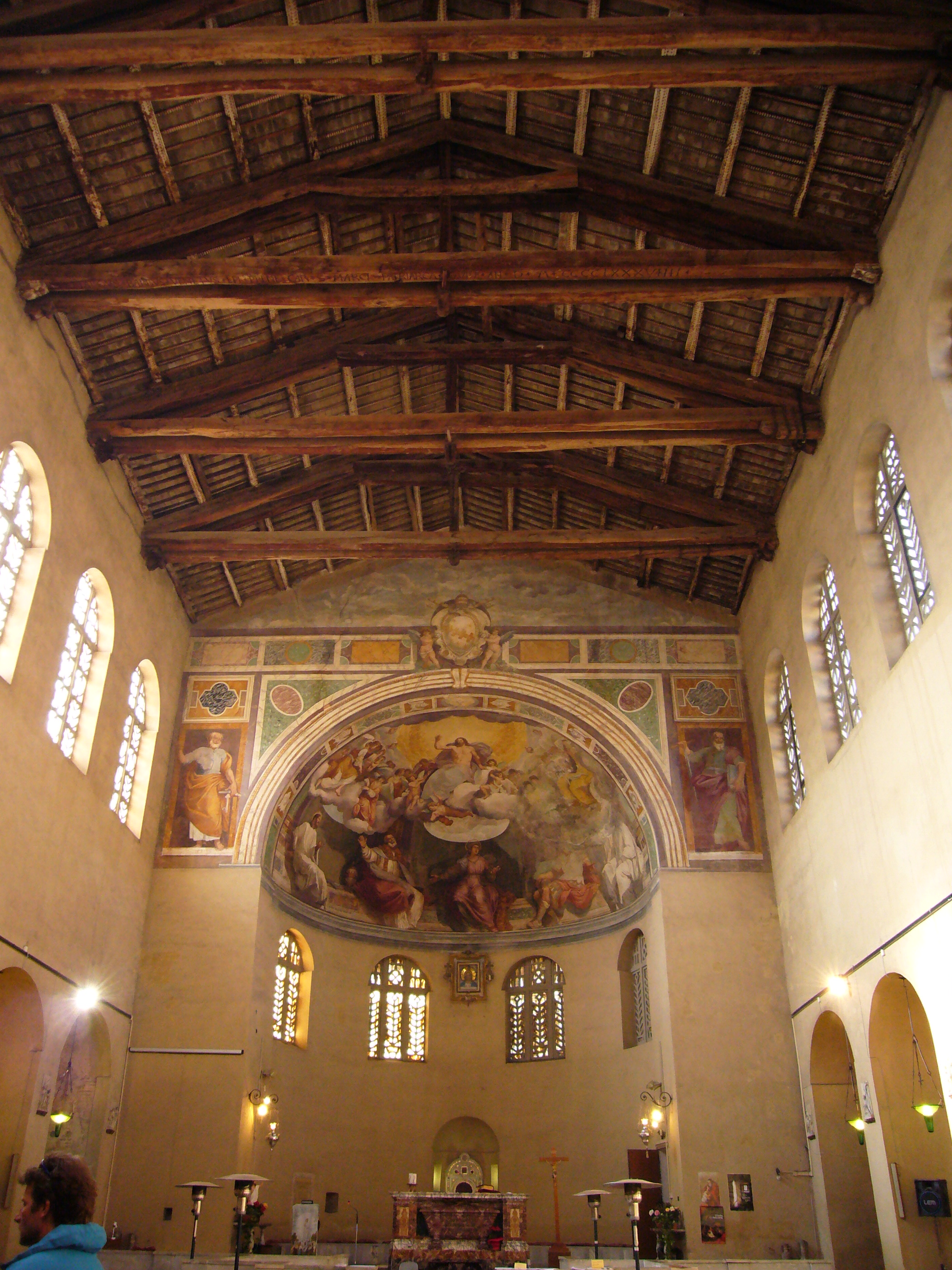
Sainte-Balbine :  intérieur
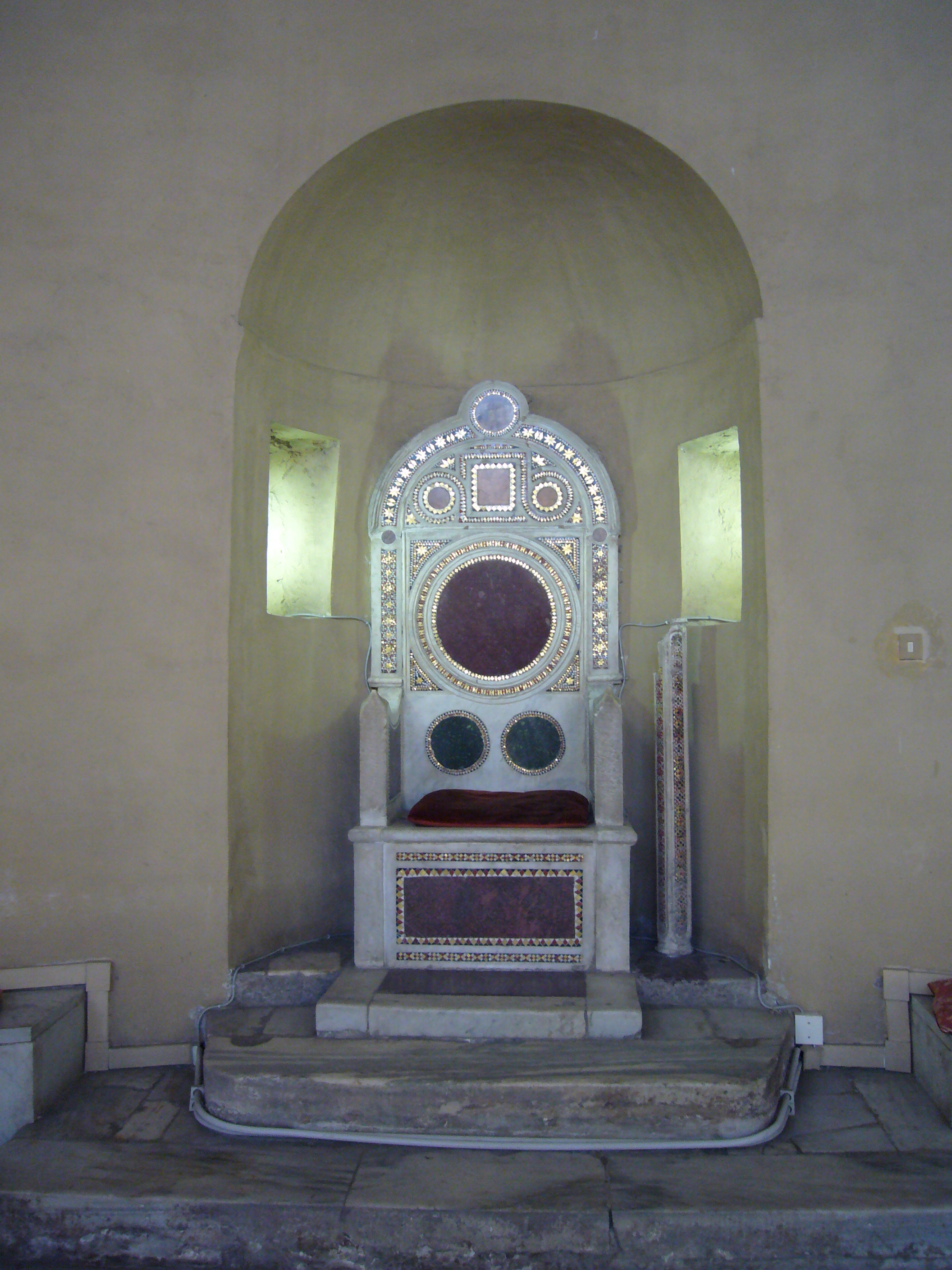
Sainte-Balbine : chaire épiscopale cosmatesque (XIIIe s.)
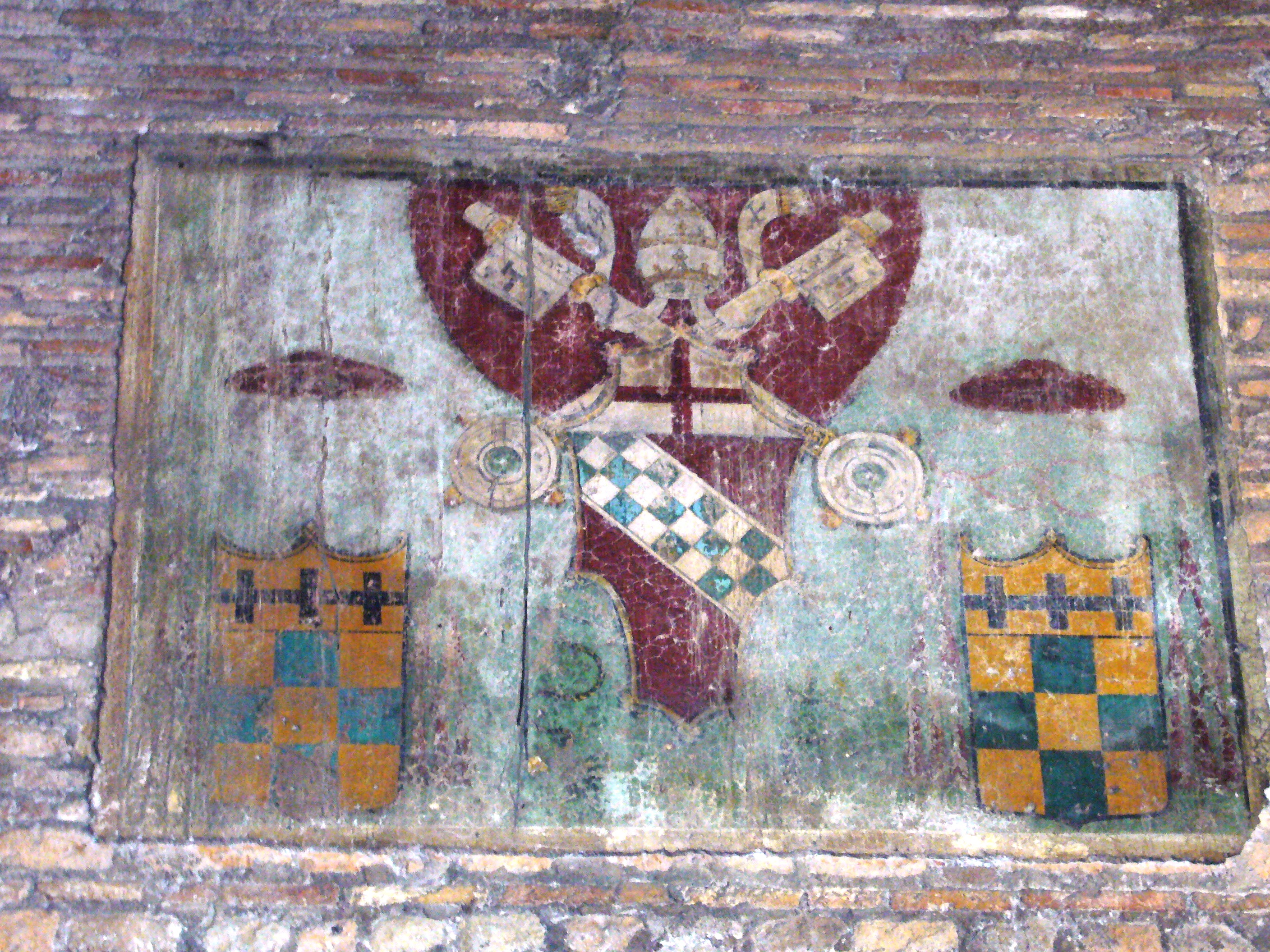
Sainte-Balbine : blason d'Innocent VIII sous le portique
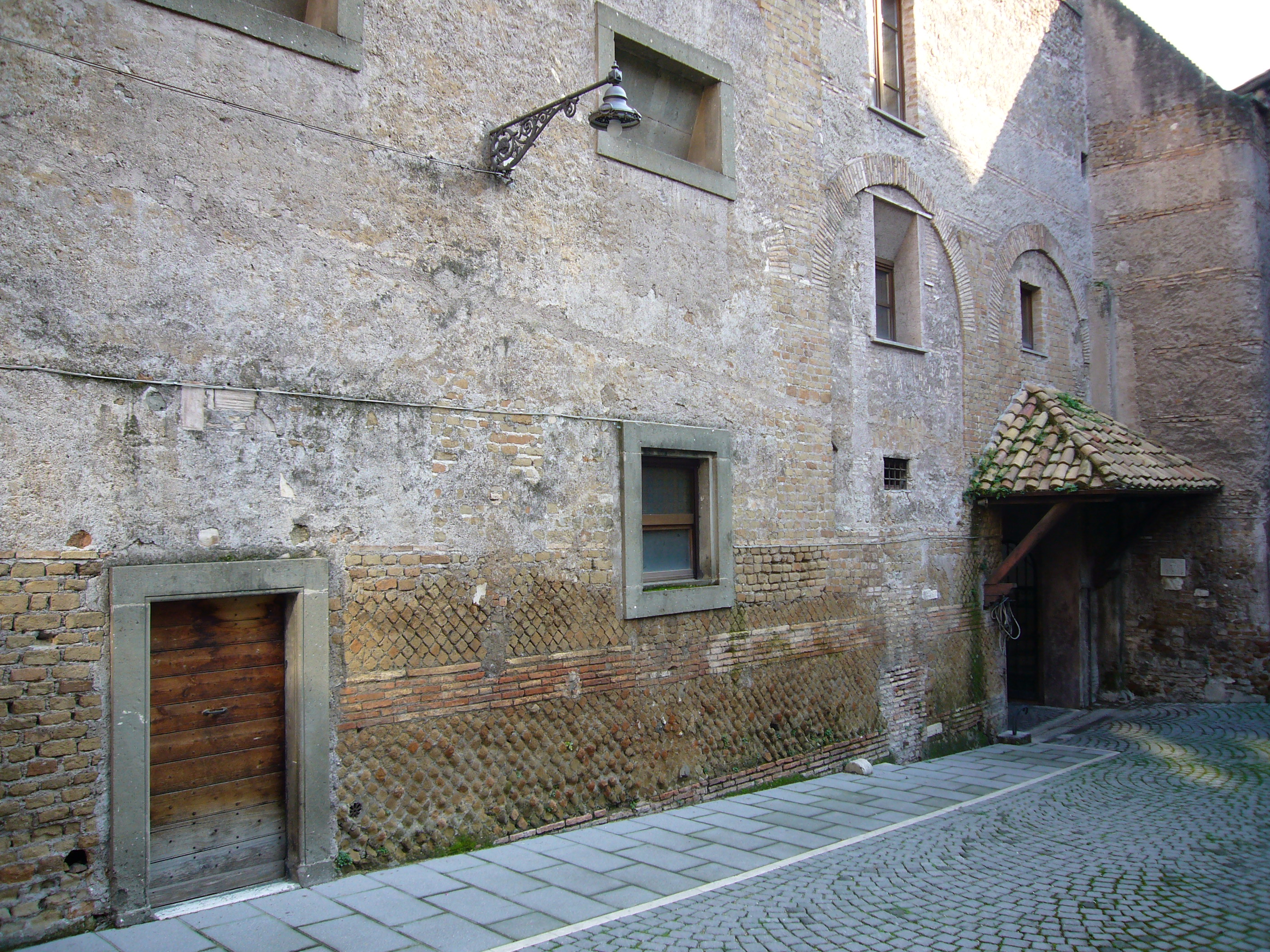
Sainte-Balbine : opus listatum des murs du couvent
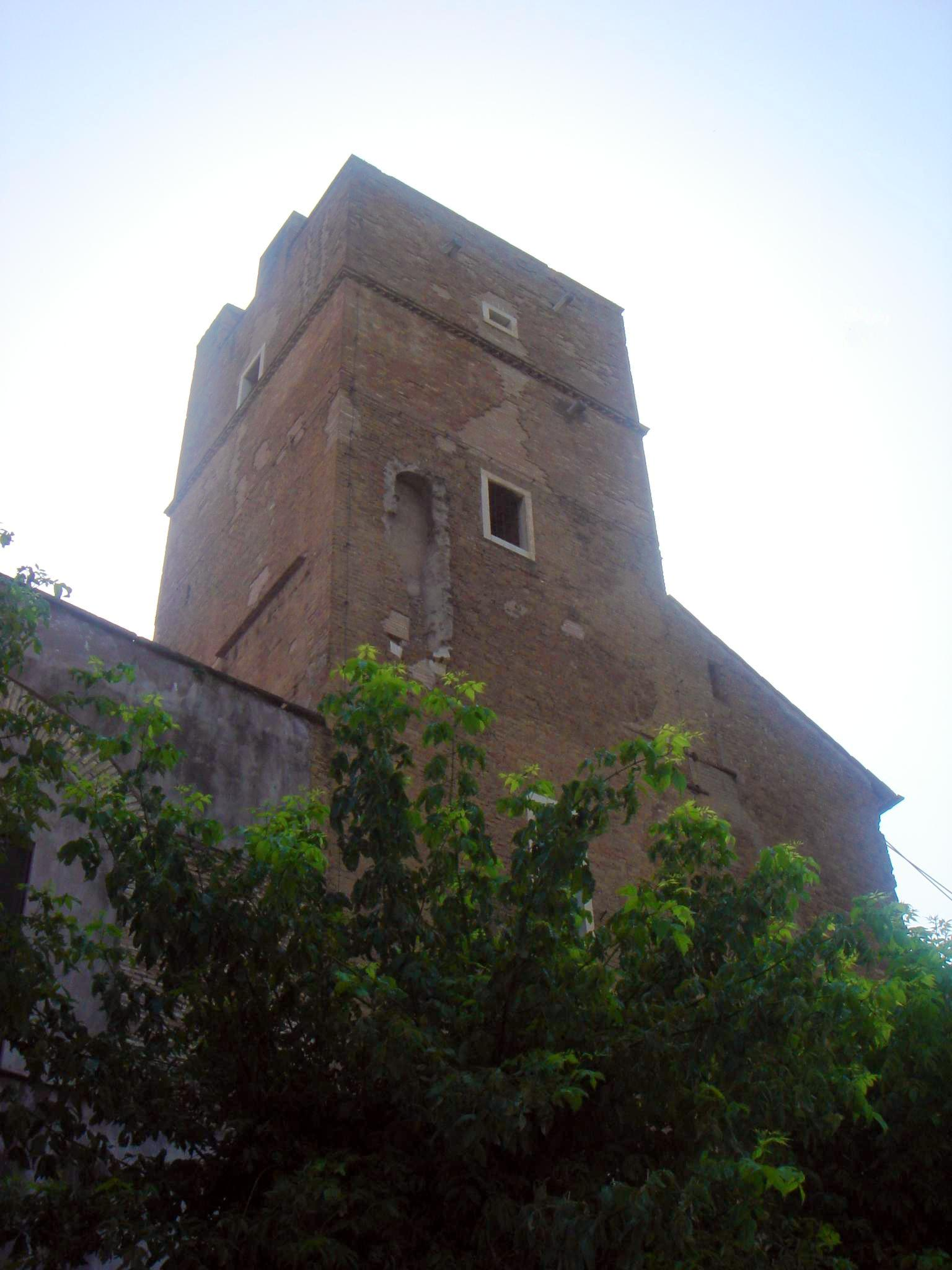
Sainte-Balbine : la tour du couvent

## Sources
- (it) Cet article est partiellement ou en totalité issu de l’article de Wikipédia en italien intitulé « Santa Balbina (titolo cardinalizio) » (voir la liste des auteurs).
- (it) Collectif, Roma, Milan, Touring Club Italiano, coll. « Guida d'Italia », 1993 (8e éd.) (ISBN 978-88-365-0508-1 et 88-365-0508-2)